# Shin Kawamaru
Shin Kawamaru (japanisch 河丸 慎 Kawamaru Shin, * 10. Januar) ist eine japanische Mangaka. Ihre neueste Serie Anzüglich verführt erscheint als erstes ihrer Werke auch auf Deutsch.

## Werdegang und Werk
Das erste von Kawamaru kommerziell veröffentlichte Werk ist Sweet, eine Sammlung von romantischen Kurzgeschichten. Wie diese richteten sich auch alle folgenden Mangas von Kawamaru an jugendliche Mädchen (Shōjo) und fast alle erzählen Liebesgeschichten. Nach ihrem Debüt folgten viele Kurzgeschichten und kurze Serien, ehe mit Megane Danshi Kurabu erstmals eine längere Serie erschien. Diese erzählt von einem Schulklub, der offiziell der Fotografie, inoffiziell aber den Liebhaberinnen brillentragender Mitschüler gewidmet ist. Es folgten einige weitere Serien, ehe 2020 mit Anzüglich verführt die bisher längste Serie von Kawamaru startete. Sie wurde als erste von Kawamarus Werken, beim Verlag Crunchyroll, auch auf Deutsch verlegt. Der erotische Manga erzählt von einer Angestellten und ihrem Chef, die eine Sexbeziehung eingehen, bei der sich mit der Zeit Gefühle füreinander entwickeln.

## Bibliografie (Auswahl)
- Sweet (2003, 1 Band, Kurzgeschichtensammlung)
- Amai Himitsu Amai Shigeki (あまい秘密あまい刺激, 2004, 1 Band)
- Suki Honey (すき❤はに, 2004, 1 Band)
- Sweet II (2004, 1 Band, Kurzgeschichtensammlung)
- Dr. wa Amai Kiss wo Suru (Dr.は甘いキスをする, 2005, 1 Band)
- Kiss Me Doctor (2005, 1 Band)
- Kono Mune Ippai no Ai wo (この胸いっぱいの愛を, 2005, 1 Band)
- Dr. wa Sotto Dakishimeru (Dr.はそっと抱きしめる, 2006, 1 Band)
- Himitsu, Himitsu (ヒミツ、ヒミツ, 2006, 1 Band)
- Dr. wa Ijiwaru na Kiss de (Dr.はいじわるなキスで, 2007, 1 Band)
- Maruhi Megane Danshi Club (秘メガネ男子倶楽部, 2007, 1 Band)
- Megane Danshi Kurabu (メガネ男子倶楽部, 2007, 3 Bände)
- Hōō Gakuen Shikkōbu (おおとり学園執行部, 2008, 1 Band)
- Mitsu-Ai Host Juku (蜜・愛ホスト塾, 2008, 1 Band)
- Dr. no Fureru Yubisaki (Dr.の触れる指先, 2010, 1 Band)
- Majo no Koi wa Kindan to Haitoku de Tsukurareru (魔女の恋は禁断と背徳で作られる, 2011, 1 Band)
- Dr. no Koi wa Yasashiku (Dr．の恋は優しく, 2012, 1 Band)
- Mega Kore – Mega Danshi Collection (メガ∞コレ　～メガネ男子コレクション～, seit 2012, 5 Bände)
- Sensei to Megane, Ikenai Kiss (先生とメガネ、いけないキッス, 2016, 1 Band)
- Ohayō, Oyasumi, Aishiteru. (おはよう、おやすみ、あいしてる, seit 2016, 5 Bände)
- Yano Junkyōju no Risei to Yokujō (矢野准教授の理性と欲情, 2017, 5 Bände)
- Anzüglich verführt (スーツに性癖 Suits ni Seiheki, seit 2020, 10 Bände)